# Cornella de Jamaica
La cornella de Jamaica (Corvus jamaicensis) és un ocell de la família dels còrvids (Corvidae).

## Hàbitat i distribució
Habita boscos, sabana i terres de conreu de Jamaica, principalment a les terres altes.